# ويليام هوارد (لاعب كرة قدم أمريكية)
ويليام هوارد (بالإنجليزية: William Howard)‏ هو لاعب كرة قدم أمريكية أمريكي، ولد في 2 يونيو 1964 في ليما في الولايات المتحدة.

## وصلات خارجية
- ويليام هوارد على موقع مرجع كرة القدم المحترفة.كوم (الإنجليزية)